# Зофінін
Зофінін (пол. Zofinin) — село в Польщі, у гміні Страхувка Воломінського повіту Мазовецького воєводства.
Населення — 248 осіб (2011).
У 1975-1998 роках село належало до Седлецького воєводства.

## Демографія
Демографічна структура станом на 31 березня 2011 року:
|          | Загалом | Допрацездатний вік | Працездатний вік | Постпрацездатний вік |
| -------- | ------- | ------------------ | ---------------- | -------------------- |
| Чоловіки | 133     | 42                 | 77               | 14                   |
| Жінки    | 115     | 25                 | 69               | 21                   |
| Разом    | 248     | 67                 | 146              | 35                   |